# Bajorországi Magyar Iskola
A Bajorországi Magyar Iskola (németül: Ungarische Schule in Bayern, USchB) a magyar anyanyelvi oktatás konzuli modelljének neve Bajorországban; egy délutáni vagy hétvégi iskolai hálózat. A Bajorországi Magyar Iskolában oktatott magyar mint származási nyelv (németül: Ungarisch als Herkunftssprache) bármelyik bajor állami és magániskolai típusban felvehető, és bekerülhet szakkörként a megjegyzés rovatba az iskolai bizonyítványokban. Ennek az iskolatípusnak pénzügyi felügyeletét a Magyarország müncheni főkonzulátusa megbízásából a Müncheni Magyar Intézet Egyesület látja el Regensburgban.
A magyar mint származási nyelv c. iskolai szakkör teljesítésének egyébként még két lehetséges módja van Bajorországban: 
1.) egyesületi alapon, anyagilag nem támogatott, nem konzuli modellhez tartozó közösségekben (pl. Erding, Augsburg) és 
2.) más származási nyelveket (pl. portugál, szlovák, ukrán, orosz) oktató, Bajorországban elismert diplomás tanárközösségekben (pl. Lehrerkreis Altötting).

## A BMI-hez tartozó iskolák
A) Jelenlegi iskolák:
- Müncheni Hétvégi Magyar Iskola és Óvoda (München-Ost, 2014-től) http://www.nyeomszsz.org/orszavak/pdf/MunchenLengyelKati.pdf%5B%5D
- Regensburgi Konzuli Magyar Iskola (Regensburg-Ost, 2016-tól)
- Nürnbergi Hétvégi Magyar Iskola (2015-től) http://ungarninnürnberg.de/hu/hasznos-tudnivalok/magyar-iskola-nuernbergben/ Archiválva 2016. május 17-i dátummal a Wayback Machine-ben
- Weideni Magyar Iskola (Weiden in der Oberpfalz, 2016-tól)
- Burghauseni Magyar Iskola (2017-től)

B) Megszüntetett iskolák:
- Regensburgi Hétvégi Magyar Iskola és Óvoda (2014–2016 között) http://www.pantlika-regensburg.de/magyar_ovoda.html
- München-Fürstenriedi Magyar Iskola (2014-2017 között)
- Boldog Gizella Magyar Iskola (2015–2017 között Mühldorfban és Altöttingben) http://seligegisela.wixsite.com/schule
- Ingolstadti Magyar Iskola (2014-2016 között)
- Freisingi Magyar Iskola (2016 szeptemberében)